# Erechthias eustropha
Erechthias eustropha är en fjärilsart som beskrevs av Bradley 1962. Erechthias eustropha ingår i släktet Erechthias och familjen äkta malar.
Artens utbredningsområde är Vanuatu. Inga underarter finns listade i Catalogue of Life.